# Conférence de Niš (5 janvier 1916)
La Conférence de Niš est une rencontre officielle germano-bulgare qui se tient le 5 janvier 1916. Destinée à pérenniser les accords conclus à l'automne précédent, la conférence se solde par un semi-échec, le roi des Bulgares Ferdinand, se  montrant intransigeant.

## Participants
Réunie sous la présidence commune de Guillaume II et Ferdinand Ier, elle réunit des membres des gouvernements allemands et bulgares. 
Cette présidence commune masque mal la réalité des rapports de forces au sein de la quadruplice, alliance encore informelle à ce stade du conflit,. 

### Délégation allemande
La délégation allemande, menée par l'empereur allemand, est de fait dirigée par le chancelier impérial, Theobald von Bethmann-Hollweg, assisté du secrétaire d'État aux affaires étrangères, Gottlieb von Jagow.

### Délégation bulgare
La délégation bulgare, présidée par le roi, est composée de Vasil Radoslavov, alors président du conseil et ministre des affaires étrangères